# Murat Kardanov
Murat Kardanov, född den 4 januari 1971 i Kabardinien-Balkarien, Sovjetunionen, är en rysk brottare som tog OS-guld i welterviktsbrottning i den grekisk-romerska klassen 2000 i Sydney.